# Bartosz Kapustka
Bartosz Kapustka (Tarnów, 1996. december 23. –) lengyel válogatott labdarúgó, a Legia Warszawa középpályása.
A lengyel válogatott tagjaként részt vett a 2016-os Európa-bajnokságon.

## Sikerei, díjai
Legia Warszawa
- Lengyel Kupa
  - Győztes (1): 2022–23